# SuperStar
SuperStar è una collana di dischi a 33 giri pubblicati dall'Armando Curcio Editore dal 1981 al 1982. Ogni numero era in genere dedicato a un singolo cantante o gruppo musicale, italiano o straniero. Ad alcuni di essi (Elvis Presley, Rolling Stones, Jimi Hendrix, Rod Stewart) sono state dedicate due uscite. Accompagnavano i dischi dei fascicoli di 12 pagine di grande formato, con fotografie e una monografia riguardante il personaggio o il complesso.
I pezzi che componevano gli LP erano non di rado rarità, brani poco noti e talvolta inediti, provenienti su licenza dal catalogo PolyGram. Di alcuni dischi di questa collana è stata approntata anche un'edizione per il mercato olandese, con copertina diversa e un titolo esplicativo (gli album per il mercato italiano, tranne qualche eccezione, riportavano solo il nome dell'artista cui era dedicata la singola uscita); il vinile contenuto e la relativa etichetta erano però quelli originali, di provenienza italiana.
Alcuni di questi dischi sono oggi molto ricercati, e come tali raggiungono quotazioni elevate sul mercato del raro e sui siti di aste online. Inoltre vengono spesso considerati nel novero della discografia dei cantanti o gruppi coinvolti.

## Elenco dei dischi pubblicati
- Claudio Baglioni (SU-1001)
- Rod Stewart (SU-1002)
- Fabrizio De André (SU-1003) (Fabrizio De André (SuperStar))
- Franco Battiato (SU-1004) (Franco Battiato (SuperStar))
- Genesis (SU-1004) (pubblicato per il mercato estero con il titolo The Lamb Lies Down On Broadway)
- Rolling Stones (SU-1005)
- Roberto Vecchioni (SU-1006)
- Elvis Presley - How a Legend Was Born (SU-1007)
- The Who (SU-1008) (pubblicato per il mercato estero con il titolo Greatest Hits)
- Eugenio Finardi (SU-1009)
- Oxa Colli Martini Nada (SU-1010)
- Ivan Graziani (SU-1011)
- The Velvet Underground & Lou Reed (SU-1012)
- Luigi Tenco (SU-1013)
- Elvis Presley - Elvis' Golden Records (SU-1014)
- Rolling Stones (SU-1016)
- Premiata Forneria Marconi (SU-1017)
- Status Quo[1] (SU-1018) (pubblicato per il mercato estero con il titolo Rockin' Around With Status Quo, è una ristampa dell'album On the Level)
- Rod Stewart (SU-1019)
- Jimi Hendrix (SU-1020)
- Le Orme (SU-1021)
- Eric Burdon & The Animals  (SU-1022)
- Kiss (SU-1023) (pubblicato per il mercato estero con il titolo Hotter Than Metal)
- Procol Harum (SU-1024)
- James Brown (SU-1025)
- Gentle Giant (SU-1026)
- David Bowie (SU-1027)
- Eric Clapton - Il blues di Eric Clapton (SU-1028)
- Marianne Faithfull (SU-1029)
- Little Richard  (SU-1030)
- Vangelis (SU-1031) (è una ristampa dell'album Earth)
- Aphrodite's Child (SU-1032)
- John Mayall (SU-1033)
- Chrisma (SU-1034)
- Ike & Tina Turner  (SU-1035)
- Jimi Hendrix (SU-1036)